# Jonathan Meiburg
Jonathan Meiburg, född 1 mars 1976 i Baltimore, North Carolina, är sångare, multiinstrumentalist och låtskrivare i de amerikanska indiebanden Okkervil River, Shearwater och Blue Water White Death.

## Diskografi (urval)
Solo
- 2004 – Buteo Buteo (självutgiven)
- 2011 – Why I Love My Home (självutgiven)
- 2013 – "Hymn to the Valences" (singel)

Album med Shearwater
- 2001 – The Dissolving Room
- 2002 – Everybody Makes Mistakes
- 2004 – Winged Life
- 2006 – Palo Santo
- 2008 – Rook
- 2010 – The Golden Archipelago
- 2012 – Animal Joy
- 2013 – Fellow Travelers
- 2016 – Jet Plane and Oxbow

Album med Okkervil River
- 2002 – Don't Fall in Love with Everyone You See
- 2003 – Down the River of Golden Dreams
- 2005 – Black Sheep Boy
- 2007 – The Stage Names
- 2007 – Golden Opportunities Mixtape
- 2008 – The Stand Ins
- 2011 – I Am Very Far

Album med Blue Water White Death
- 2010 - Blue Water White Death